# Carl Benton Reid
Carl Benton Reid (Lansing, 14 agosto 1893 – Hollywood, 16 marzo 1973) è stato un attore statunitense.
È apparso in una cinquantina di film dal 1941 al 1966 ed ha recitato circa 70 produzioni per gli schermi televisivi dal 1949 al 1966.

## Biografia
Carl Benton Reid nacque a Lansing, in Michigan, il 14 agosto 1893. Cominciò la sua carriera di attore come interprete al teatro presso la Cleveland Playhouse negli anni venti, continuando a Broadway negli anni trenta. Il passaggio al cinema avvenne quando si trasferì a Hollywood e debuttò nel 1941 nel film Piccole volpi, riproposizione per il grande schermo di una commedia teatrale in cui interpretava lo stesso personaggio, quello di Oscar Hubbard.
Per la televisione fu accreditato diverse volte grazie a numerose interpretazioni di personaggi più o meno regolari, tra cui quelle del misterioso "The Man" in 15 episodi della serie La legge di Burke dal 1965 al 1966, Clyde Crane in un doppio episodio della serie Slattery's People dal 1964 al 1965, il senatore Loomis in un doppio episodio della serie Corruptors nel 1962 e totalizzò molte altre partecipazioni dagli anni cinquanta alla seconda metà degli anni 60 in veste di guest star o di interprete di personaggi perlopiù minori in numerosi episodi, in particolare in serie del genere western.
La sua carriera per il grande schermo vede diverse altre partecipazioni; tra i personaggi a cui diede vita si possono citare il senatore Clem Rogers, padre del protagonista, in The Story of Will Rogers del 1952 e il sindaco Andrew Hope in Wichita del 1955.
L'ultimo suo ruolo per il piccolo schermo fu quello di Claude Townsend per la serie F.B.I. interpretato nell'episodio The Defector: Part 2 trasmesso il 3 aprile 1966 (ruolo che aveva interpretato anche nella prima parte). Per il grande schermo recitò invece per l'ultima volta nel 1966 quando interpretò il giudice nel film Madame X.
Morì a Hollywood, in California, il 16 marzo 1973 e fu seppellito al Forest Lawn Memorial Park di Hollywood Hills.

## Filmografia

### Cinema
- Piccole volpi (The Little Foxes), regia di William Wyler (1941)
- Tennessee Johnson, regia di William Dieterle (1942)
- Fuoco a oriente (The North Star), regia di Lewis Milestone (1943)
- Il diritto di uccidere (In a Lonely Place), regia di Nicholas Ray (1950)
- Condannato! (Convicted), regia di Henry Levin (1950)
- Accidenti che ragazza! (The Fuller Brush Girl), regia di Lloyd Bacon (1950)
- La città del terrore (The Killer That Stalked New York), regia di Earl McEvoy (1950)
- Il mistero del V3 (The Flying Missile), regia di Henry Levin (1950)
- Il passo degli apaches (Stage to Tucson), regia di Ralph Murphy ([950)
- Smuggler's Gold, regia di William Berke (1951)
- Il grande Caruso (The Great Caruso), regia di Richard Thorpe (1951)
- La dinastia dell'odio (Lorna Doone), regia di Phil Karlson (1951)
- Avvocati criminali (Criminal Lawyer), regia di Seymour Friedman (1951)
- The Family Secret, regia di Henry Levin (1951)
- Torce rosse (Indian Uprising), regia di Ray Nazarro (1952)
- La vita che sognava (Boots Malone), regia di William Dieterle (1952)
- The First Time, regia di Frank Tashlin (1952)
- Carabina Williams (Carbine Williams), regia di Richard Thorpe (1952)
- Nessuno mi salverà (The Sniper), regia di Edward Dmytryk (1952)
- Salvate il re (The Brigand), regia di Phil Karlson (1952)
- The Story of Will Rogers, regia di Michael Curtiz (1952)
- Main Street to Broadway, regia di Tay Garnett (1953)
- L'assedio delle sette frecce (Escape from Fort Bravo), regia di John Sturges (1953)
- L'invasore bianco (The Command), regia di David Butler (1954)
- La lancia che uccide (Broken Lance), regia di Edward Dmytryk (1954)
- Sinuhe l'egiziano (The Egyptian), regia di Michael Curtiz (1954)
- Athena e le 7 sorelle (Athena), regia di Richard Thorpe (1954)
- Atomic Energy as a Force for Good, regia di Robert Stevenson (1955)
- Wichita, regia di Jacques Tourneur (1955)
- Casa da gioco (One Desire), regia di Jerry Hopper (1955)
- La mano sinistra di Dio (The Left Hand of God), regia di Edward Dmytryk (1955)
- I pionieri dell'Alaska (The Spoilers), regia di Jesse Hibbs (1955)
- L'ovest selvaggio (A Day of Fury), regia di Harmon Jones (1956)
- La storia del generale Houston (The First Texan), regia di Byron Haskin (1956)
- L'ora del delitto (Strange Intruder), regia di Irving Rapper (1956)
- L'ultima carovana (The Last Wagon), regia di Delmer Daves (1956)
- Inno di battaglia (Battle Hymn), regia di Douglas Sirk (1957)
- Fiamme sulla grande foresta (Spoilers of the Forest), regia di Joseph Kane (1957)
- Il fronte del silenzio (Time Limit), regia di Karl Malden (1957)
- Una storia del West (The Last of the Fast Guns), regia di George Sherman (1958)
- Tarzan e lo stregone (Tarzan's Fight for Life), regia di H. Bruce Humberstone (1958)
- L'agguato (The Trap), regia di Norman Panama (1959)
- 38º parallelo: missione compiuta (Pork Chop Hill), regia di Lewis Milestone (1959)
- Il letto di spine (The Bramble Bush), regia di Daniel Petrie (1960)
- Guadalcanal ora zero (The Gallant Hours), regia di Robert Montgomery (1960)
- The Underwater City, regia di Frank McDonald (1962)
- La scuola dell'odio (Pressure Point), regia di Hubert Cornfield (1962)
- Missione in Oriente - Il brutto americano (The Ugly American), regia di George Englund (1963)
- Madame X, regia di David Lowell Rich (1966)

### Televisione
- The Philco Television Playhouse – serie TV, un episodio (1949)
- Kraft Television Theatre – serie TV, 2 episodi (1949)
- Cavalcade of America – serie TV, 4 episodi (1953-1955)
- Letter to Loretta – serie TV, 3 episodi (1953-1958)
- Lux Video Theatre – serie TV, un episodio (1953)
- Your Jeweler's Showcase – serie TV, un episodio (1953)
- Schlitz Playhouse of Stars – serie TV, 4 episodi (1954-1956)
- Waterfront – serie TV, un episodio (1954)
- The Pepsi-Cola Playhouse – serie TV, un episodio (1954)
- Crossroads – serie TV, episodi 1x09-1x30-2x16 (1955-1957)
- The 20th Century-Fox Hour – serie TV, 4 episodi (1955-1957)
- Studio 57 – serie TV, un episodio (1955)
- TV Reader's Digest – serie TV, episodio 2x08 (1955)
- The Millionaire – serie TV, un episodio (1956)
- I segreti della metropoli (Big Town) – serie TV, un episodio (1956)
- On Trial – serie TV, un episodio (1956)
- You Are There – serie TV, un episodio (1956)
- I racconti del West (Zane Grey Theater) – serie TV, 4 episodi (1957-1961)
- General Electric Theater – serie TV, 4 episodi (1957-1962)
- Dr. Hudson's Secret Journal – serie TV, un episodio (1957)
- State Trooper – serie TV, un episodio (1957)
- Meet McGraw – serie TV, un episodio (1957)
- The Web – serie TV, un episodio (1957)
- The Court of Last Resort – serie TV, episodio 1x07 (1957)
- The Pied Piper of Hamelin – film TV (1957)
- Disneyland – serie TV, 3 episodi (1958-1959)
- Playhouse 90 – serie TV, 5 episodi (1958-1959)
- Perry Mason – serie TV, 4 episodi (1958-1963)
- Have Gun - Will Travel – serie TV, episodio 1x24 (1958)
- Lux Playhouse – serie TV, un episodio (1958)
- Yancy Derringer – serie TV, episodio 1x07 (1958)
- Laramie – serie TV, 3 episodi (1959-1961)
- Bonanza – serie TV, 2 episodi (1959-1962)
- Gunsmoke – serie TV, episodio 4x19 (1959)
- Avventure in elicottero (Whirlybirds) – serie TV, un episodio (1959)
- Johnny Ringo – serie TV, un episodio (1959)
- Johnny Midnight – serie TV, un episodio (1960)
- Carovane verso il west (Wagon Train) – serie TV, un episodio (1960)
- Wichita Town – serie TV, episodio 1x22 (1960)
- The Law and Mr. Jones – serie TV, un episodio (1960)
- The Deputy – serie TV, un episodio (1960)
- Alcoa Presents: One Step Beyond – serie TV, un episodio (1960)
- Ben Casey – serie TV, 2 episodi (1961-1964)
- Westinghouse Playhouse – serie TV, un episodio (1961)
- Lassie – serie TV, un episodio (1961)
- Lotta senza quartiere (Cain's Hundred) – serie TV, un episodio (1961)
- I detectives (The Detectives) – serie TV, episodio 3x07 (1961)
- The Dick Van Dyke Show – serie TV, 2 episodi (1962-1964)
- Frontier Circus – serie TV, un episodio (1962)
- Bus Stop – serie TV, episodio 1x20 (1962)
- Thriller – serie TV, episodio 2x28 (1962)
- Corruptors (Target: The Corruptors) – serie TV, episodi 1x32-1x33 (1962)
- Stoney Burke – serie TV, un episodio (1962)
- Undicesima ora (The Eleventh Hour) – serie TV, un episodio (1962)
- The Wide Country – serie TV, episodio 1x13 (1962)
- L'ora di Hitchcock (The Alfred Hitchcock Hour) – serie TV, 3 episodi (1963-1965)
- The Dick Powell Show – serie TV, episodio 2x14 (1963)
- The Andy Griffith Show – serie TV, un episodio (1963)
- Lucy Show (The Lucy Show) – serie TV, un episodio (1963)
- La grande avventura (The Great Adventure) – serie TV, episodio 1x08 (1963)
- Il dottor Kildare (Dr. Kildare) – serie TV, un episodio (1963)
- Slattery's People – serie TV, episodio 1x04 (1964)
- Profiles in Courage – serie TV, 2 episodi (1964-1965)
- Sotto accusa (Arrest and Trial) – serie TV, episodio 1x25 (1964)
- Il virginiano (The Virginian) – serie TV, episodio 3x05 (1964)
- Twelve O'Clock High – serie TV, un episodio (1964)
- La legge di Burke (Burke's Law) – serie TV, 15 episodi (1965-1966)
- The Crisis (Kraft Suspense Theatre) – serie TV, un episodio (1965)
- F.B.I. (The F.B.I.) – serie TV, 2 episodi (1966)

## Doppiatori italiani
- Amilcare Pettinelli in La vita che sognava, Salvate il re, Wichita, Casa da gioco, L'ora del delitto, L'ultima carovana, Guadalcanal ora zero
- Mario Besesti in Carabina Williams, Il diritto di uccidere
- Olinto Cristina in L'assedio delle sette frecce, L'invasore bianco
- Luigi Pavese in La mano sinistra di Dio, Il letto di spine
- Aldo Silvani in Accidenti che ragazza
- Gaetano Verna in Il grande Caruso
- Bruno Persa in La lancia che uccide
- Augusto Marcacci in Sinuhe l'egiziano
- Manlio Busoni in Inno di battaglia
- Giorgio Capecchi in Il fronte del silenzio
- Lauro Gazzolo in L'agguato